# Aï-Lao
Aï-Lao ou Lao Bảo est un village du Viêt Nam dans la province de Quảng Trị sur la côte centrale du Nord, à la frontière du Laos.

## Histoire
Isabelle Massieu le visite en 1897.